# Bitka pri Meriam's Corner
Meriam's Corner je zgodovinsko prizorišče ameriške revolucije, povezano s prvo bitko revolucije, bitkama pri Lexingtonu in Concordu leta 1775. Nahaja se na nekdanji Battle Road, na križišču današnje Lexington Road in Old Bedford Road v Concordu, Massachusetts in je poimenovan po družini Meriam, ki je tam živela. Hiša Nathana Meriama še vedno stoji ob Old Bedford Road in je del samega Meriam's Corner. Tako hiša kot Meriam's Corner sta del Nacionalnega zgodovinskega parka Minute Man. Trije domovi družine Meriam so stali tukaj leta 1775, druga dva sta pripadala Josiahu Meriamu, Nathanovemu bratu in njunemu nečaku Johnu.
Zgodaj popoldne 19. aprila 1775 je bilo to prizorišče prvega napada med britanskimi rednimi vojaki, ki so se umikali iz Concorda v Boston, in kolonialno milico. Redni vojaki so se tisto jutro odpravili na pot, pri čemer je bil prvi obrambni spopad na tej poti v zori na Lexingtonskem trgu.
Kamen, ki označuje bližnje pokopališče vsaj enega od dveh britanskih vojakov, ubitih med spopadom, stoji na zahodni strani Old Bedford Road, blizu križišča z Lexington Road.
Drugi kamniti marker, nameščen leta 1885 v zidu na vrhu vogala, se glasi:
Britanske čete
ki so se umikale iz
Old North Bridge
so bile tukaj napadene v bok
s strani mož iz Concorda
in sosednjih mest ter pregnane pod močnim ognjem
v Charlestown''

## Umik rdečih suknjičev v Boston
Podpolkovnik Francis Smith, zaskrbljen za varnost svojih mož, je poslal bočne straže, da sledijo grebenu in zaščitijo njegove sile pred približno tisoč kolonialisti, ki so bili zdaj na polju, ko so Britanci korakali vzhodno iz Concorda. Ta greben se je končal blizu Meriamovega kota, križišča približno miljo (2 km) izven vasi Concord, kjer je glavna cesta prišla do ozkega mostu čez Elm Brook, pritok Mill Brook. Da bi prečkali most, so morali Britanci potegniti bočne straže nazaj v glavno kolono in zapreti vrste na zgolj tri vojake v širino. Kolonialne milice, ki so prispele s severa in vzhoda, so se zbrale na tej točki in predstavljale jasno številčno prednost pred rednimi vojaki. Britanci so zdaj ponovno bili priča temu, čemur se je general Thomas Gage upal izogniti z odpravo ekspedicije v tajnosti in v temi noči: sposobnosti kolonialnih milic, da se dvignejo in zberejo v tisočih, ko so britanske sile odšle iz Bostona. Ko je zadnji del britanske kolone prečkal most, se je britanska zadnja straža obrnila in izstrelila salvo na kolonialne milice, ki so streljale neredno in neučinkovito z razdalje, zdaj pa so se približale na doseg muškete. Kolonisti so odgovorili z ognjem, tokrat s smrtonosnim učinkom. Dva redna vojaka sta bila ubita in morda šest ranjenih, brez kolonialnih žrtev. Smith je ponovno poslal svoje bočne čete po prečkanju majhnega mostu.
Tri bitke pri Lexingtonu, Concordu in Menotomyju se v sedmih zveznih državah praznujejo kot Dan domoljubov. 
Glej tudi:
- Bitka pri Lexingtonu in Concordu
- Lexingtonski alarm
- Bitka pri Menotomy